# Arundinaria tecta
Espèce
Arundinaria tecta est une espèce de plantes monocotylédones de la famille des Poaceae, sous-famille des Bambusoideae, originaire des États-Unis. C'est un bambou, graminée vivace aux rhizomes allongés, leptomorphes, et aux tiges ligneuses dressées (ou cannes) qui peuvent atteindre 2,5 mètres de long et 2 cm de diamètre. Cette espèce, très proche d'Arundinaria gigantea mais de taille plus petite, est considérée comme une sous-espèce de cette dernière par certains auteurs. Elle formait autrefois, avec les autres espèces du genre Arundinaria, des peuplements denses, appelés canebrakes, dans le Sud-Est des États-Unis. Ces formations qui étaient caractéristiques du paysage de ces régions sont aujourd'hui un écosystème en danger d'extinction.

## Description
Arundinaria tecta est une plante herbacée vivace, rhizomateuse, aux tiges ligneuses pouvant atteindre 2,5 mètres de long et 2 cm de diamètre.
Les rhizomes sont normalement horizontaux sur une courte distance, puis se redressent pour former une tige (chaume). Ils présentent des canaux aérifères qui permettent à la plante de supporter les sols saturés en eau.
Les chaumes ont des entrenœuds térètes dans les parties végétatives.
Les feuilles culmaires, persistantes ou tardivement caduques, présentent une gaine de 11 à 18 cm de long et un limbe court de 2,5 à 4 cm de long.
Les feuilles développées du feuillage présentent une ligule abaxiale, fimbriée à lacérée, parfois ciliée, et un limbe coriace, persistant, toujours vert, de 7 à 23 cm de long sur 1 à 2 cm de large.
Les épillets longs de 3 à 5 cm, comptent de 6 à 12 fleurons, le premier étant parfois stérile.
Les glumes, inégales, sont glabres ou pubescentes. La glume inférieure peut être absente. Les lemmes, longues de 1,2 à 2 cm, sont généralement glabres.
La fruit est un caryopse oblong, présentant un bec. 

## Taxinomie

### Synonymes
Selon Catalogue of Life (15 juin 2017) :
- Arundinaria gigantea subsp. tecta (Walter) McClure
- Arundinaria gigantea var. tecta (Walter) Scribn.
- Arundinaria macrosperma var. suffruticosa Munro, nom. superfl.
- Arundinaria macrosperma var. tecta (Walter) Alph.Wood
- Arundinaria tecta var. colorata Rupr.
- Arundinaria tecta var. distachya Rupr.
- Arundinaria tecta var. pumila (Nutt. ex Rupr.) Rupr.
- Arundo tecta Walter
- Bambusa pumila Mitford
- Festuca grandiflora Lam.
- Ludolfia tecta (Walter) A.Dietr.
- Miegia pumila Nutt. ex Rupr.

### Liste des variétés
Selon Tropicos (15 juin 2017) (Attention liste brute contenant possiblement des synonymes) :
- variété Arundinaria tecta var. colorata Rupr.
- variété Arundinaria tecta var. decidua Beadle
- variété Arundinaria tecta var. distachya Rupr.
- variété Arundinaria tecta var. pumila (Nutt.) Rupr.

## Distribution et habitat
L'aire de répartition d'Arundinaria tecta s'étend dans le Sud-Est des États-Unis, dans les États suivants : Alabama, Caroline du Nord, Caroline du Sud, Floride, Géorgie, Louisiane, Maryland, Mississippi, Virginie.
Cette espèce préfère des sites plus humides qu'Arundinaria gigantea et se rencontre principalement dans les plaines côtières. On la trouve notamment dans les sous-bois marécageux et sur les rives sableuses des cours d'eau.
Cette espèce, avec les deux autres espèces d'Arundinaria connues, formait autrefois des fourrés impénétrables appelés canebrakes, qui sont aujourd'hui un écosystème en voie de disparition, ne représentant plus que 2 % de son extension originelle.